# Beaumont (Haute-Loire)
Beaumont é uma comuna francesa na região administrativa de Auvérnia-Ródano-Alpes, no departamento de Alto Loire. Estende-se por uma área de 12,16 km². Em 2010 a comuna tinha 293 habitantes (densidade: 24,1 hab./km²).